# Ranunculus crosbyi
Ranunculus crosbyi är en ranunkelväxtart som beskrevs av Leonard C. Cockayne. Ranunculus crosbyi ingår i släktet ranunkler, och familjen ranunkelväxter. Inga underarter finns listade i Catalogue of Life.